# Jacinto Benavente
Jacinto Benavente y Martínez (ur. 12 sierpnia 1866 w Madrycie, zm. 14 lipca 1954 tamże) – hiszpański dramaturg, poeta, eseista, laureat Nagrody Nobla w dziedzinie literatury za rok 1922.
Był autorem ponad 150 dramatów. M.in. Uczta drapieżników (La comida de las fieras, 1898), Snobizm (Lo cursi, 1901), Pani dziedziczka (Señora Ama, 1908), Krąg interesów (Los intereses creados, 1909), Źle kochana (La malquerida, 1913), Miasto niefrasobliwe (La ciudad alegre y confiada, 1916). Jego twórczość dramatyczna zawierała pierwiastki satyryczne, krytykę burżuazji i arystokracji, pojawiały się w niej też aluzje polityczne oraz elementy fantastyczne. Zajmował się także twórczością dla dzieci (m.in. widowiska Zdarzyło się pewnego razu z 1919 i Kopciuszek). Tworzył też eseistykę, poezję oraz zajmował się twórczością translatorską.